# آمیزش جنسی در فیلم
آمیزش جنسی در فیلم (انگلیسی: Sex in film) نمایش سینمایی صحنه‌هایی از تمایلات و آمیزش جنسی است و فیلمی که دارای محتوای شهوانی است، بر آن است تا احساسات جنسی را در مخاطب ایجاد کند. برهنگی در فیلم می‌تواند جنسی یا غیرجنسی باشد. نمایش صحنه‌های آمیزش جنسی، چه شهوانی و چه غیر آن، از زمان سینمای صامت در صنعت فیلم‌سازی وجود داشته‌است. این صحنه‌ها در سبک‌های سینمایی زیادی به تصویر درمی‌آیند در حالی که در برخی سبک‌ها، به ندرت به تصویر کشیده می‌شوند. بسیاری از بازیگران زن و مرد، در طول فعالیت حرفه‌ای خود، چه از لحاظ پوشش و چه رفتار، به صورت برهنه یا نیمه‌برهنه به ایفای نقش پرداخته‌اند.
برخی از فیلم‌هایی که صحنه‌هایی از آمیزش جنسی در آن‌ها وجود دارد، از سوی دولت‌ها، گروه‌های مذهبی یا هر دو، ممنوع اعلام می‌شوند. در کشورهایی که سامانه درجه‌بندی فیلم در آن‌ها وجود دارد، دیدن این‌گونه فیلم‌ها، برای برخی گروه‌های سنی، ممنوع اعلام می‌شود.